# 徳山貞明
徳山 貞明（とくやま さだあきら/とくのやま さだあきら、享保元年（1716年 ）-安永4年11月4日（1775年11月26日））は江戸時代後期の旗本寄合席。旗本徳山家分家の当主。諱は貞明。通称は監物、小左衛門。官位は従五位下甲斐守。養父は徳山重之。実父は徳山秀栄。実母は藤枝方教の長女。実兄は徳山頼屋。正室は佐々成意（美濃守）の娘。実子は8男2女で徳山貞中、松平貞応、佐々成之、藤枝教行など。養子は徳山貞時（竹本正章の子）、養女（徳山頼意の娘、貞時の妻）。
徳山甲斐守で知られ、大御所徳川吉宗の晩年の小姓や御先鉄砲頭などを勤める。また岡本綺堂の「箕輪心中」の題材となった心中を起こした藤枝教行の実父でもある。

## 生涯
父の秀栄は旗本徳山氏本家の当主で徳山則秀の玄孫にあたり、本所深川火事場見廻役や先手鉄砲頭などを勤めている。母は将軍徳川家宣のはとこにあたる。寛政重修諸家譜の藤枝家の系図では母はのちに離婚して徳山家を出たとする。
分家で書院番士の徳山重之（権左衛門）の養子となって享保15年（1730年）に跡を継ぎ、享保16年（1731年）に将軍徳川吉宗に初御目見えを済ませ、元文2年12月7日（1738年1月26日）に小姓組士となる。放鷹で鳥を射たり、弓で的を射て褒美を得る。
寛保3年（1743年）に小納戸に就任し、実父や実兄同様に布衣を許可される。延享2年（1745年）に吉宗が隠居して江戸城西の丸に移ると西の丸勤めの小納戸に転じ、延享4年（1747年）に西の丸小姓となって、従五位下甲斐守に叙任される。吉宗が死去すると、小姓を退いて宝暦元年（1751年）に寄合となる。
宝暦4年（1754年）に西の丸徒頭に就任する。宝暦8年（1758年）に後の藤枝教行となる8男の安十郎が出生する。宝暦11年（1761年）に本丸徒頭に異動となり、翌宝暦12年（1762年）に再び西の丸徒頭となる。明和4年（1767年）に御先鉄砲頭に転じる。
男子は8人おり、長男の玄蕃が早世したことで次男貞中が嗣子となり、それ以外の男子で早世しなかった男子のうち、4男は松平正利（六左衛門）の、5男は縁戚の佐々成貞（又四郎）の養子に出していた。安永2年（1773年）正月に母方実家の当主で従兄弟の子にあたる藤枝貞雄が死去し、同年2月には自身の嗣子である貞中も1女残して死去した。このため貞明は徳山家に残っていた安十郎を同年閏3月に藤枝家の養子に出して、竹本正章の子である貞時を自身の養子に迎える。
安永4年（1775年）に死去。享年60。墓所は菩提寺の深川長慶寺。末子の藤枝教行の心中と母方の藤枝家の改易は死後約10年後のことである。